# Merionoeda rusticula
Merionoeda rusticula là một loài bọ cánh cứng trong họ Cerambycidae.